# سیمیتلی
سیمیتلی (به بلغاری: Симитли) نام شهر کوچکی است در استان بلاگووگراد کشور بلغارستان.
جمعیت آن ۷٬۴۵۴ نفر است و در ۱۳ کیلومتری جنوب شهر بلاگووگراد واقع شده‌است.